# مورين كونور
مورين كونور (بالإنجليزية: Maureen Connor)‏ هي مؤلفة وفنانة أمريكية، ولدت في 1947 في بالتيمور في الولايات المتحدة.

## وصلات خارجية
- الموقع الرسمي